# Val de Asón
Val de Asón es una localidad del municipio de Arredondo (Cantabria, España). Está a una altitud de 320 metros sobre el nivel del mar, y a una distancia de 3,7 kilómetros de la capital municipal, Arredondo. En el año 2008, contaba con una población de 10 habitantes (INE).
- Datos: Q6158636